# 北角碼頭公共運輸交匯處
22°17′36″N 114°12′07″E / 22.2932°N 114.2020°E
北角碼頭公共運輸交匯處（英語：North Point Ferry Pier Public Transport Interchange），通稱「北角碼頭」巴士總站，位於香港島東區北角渣華道133號海璇基座，介乎琴行街與電照街之間，與上蓋物業同屬內地段第9027號之餘段範圍，是一個室內專營巴士暨專綫小巴總站。
公共運輸交匯處於2016年5月14日啟用，取代原有位於海港道的北角碼頭巴士總站，並繼承其東區三大巴士總站之地位。此站是少數只有匯達交通服務旗下路線使用的巴士總站，巴士路線數目共有15條。
交匯處北面的北角海濱花園（東堤）為香港島最北端陸地，令此站順理成章取代北角碼頭巴士總站成為港島位處最北的巴士車站。

## 歷史
北角邨2003年清拆時，正值非典型肺炎疫情後的經濟疲弱時期，加上輿論對土地日後用途尚有爭議，故一直丟空，暫作露天停車場之用。房屋署原本有意在北角邨地皮發展公私營綜合住宅項目，最後卻在2007年將地皮交還政府。政府隨後決定將西大樓故地（書局街以西）用作興建酒店，其餘地段則劃作商住用地。
一幅位於北角渣華道與電照街的內地段第9027號土地，已於2012年7月11日透過公開招標批予新鴻基地產關聯的彩榮（香港）有限公司；按地契所載條款，地段業權人除提供住用總樓面面積不多於53,680平方米及非住用總樓面面積不多於29,995平方米外，亦須提供多項政府、機構或社區等設施包括社區會堂、公眾休憩用地、海濱長廊、公共廁所及一個總樓面面積不少於7,270平方米的公共交通總站。地段業權人須負責設計及興建有關政府設施，在工程完成後，相關部門會接管有關設施作日後營運、管理和保養。
該公共交通總站建於渣華道及電照街交界，須配置巴士總站及小巴總站供17條巴士路線及兩條專線小巴路線使用。運輸署早於2010年10月提出在「前北角邨地皮綜合發展項目」基座地下興建全新的公共運輸交匯處，位處琴行街、渣華道與電照街之間，取代現有露天北角碼頭巴士總站及供專綫小巴使用的北角（馬寶道）總站。
政府於2011年5月24日向立法會申請撥款4,370萬元，興建有蓋公共交通總站，設施包括：
- 12個標準巴士停車處（5個雙排和7個單排），每個全長25米至65米不等，以供上落乘客及停放長達12米的巴士；
- 1個全長60米的標準綠色專線小巴停車處（雙排），以供上落乘客及停放小巴；
- 2個總面積約為100平方米的巴士站長室；
- 樓底高度為8.5米，最少淨高6米，並預留地方作公用設施地帶，以設置所需的照明、通風及其他系統，供公共交通總站運作；
- 1個總樓面面積不少於110平方米的公廁

立法會通過上述撥款後，公共運輸交匯處於2013年動工。當局原訂計劃所有沿英皇道東行往北角之路線駛至新光戲院後，繼續直駛至啟基學校，然後左轉往電照街及前往總站；同時建議開放英皇道西行右轉電照街路口，供新巴82線及城巴85線晚間班次進入總站，以減低七姊妹道及港鐵北角站的一段書局街之交通負荷。
經過兩年工程後，「北角渡輪碼頭公共運輸交匯處」定於2016年5月14日上午5時啟用，原有使用北角碼頭巴士總站的各條巴士路線即日遷往該交匯處；除途經渣華道的城巴41A及A11線外，各線巴士往北角方向仍維持行經書局街及停靠新光戲院分站，然後右轉往渣華道及電照街進入新總站，而英皇道西行仍不能右轉電照街
；而以北角（馬寶道）為總站的兩條專綫小巴路線卻未有按原計劃遷入。此總站之洗手間設有育嬰室。

## 總站路線資料

### 城巴10線
- 北角碼頭 ↔ 堅尼地城

1951年8月1日投入服務，取代2號線北角至中環短程班次，當時由中巴營辦，來往北角至水坑口（即今日上環），1956年3月1日起延至西營盤（當時總站為東邊街，1962年3月11日遷往正街），1980年5月1日起配合中巴路線重組而延至堅尼地城。本線由於貫穿港島心臟地帶，加上收費便宜，一直以來吸引不少沿線居民乘搭，令客量十分龐大，一度是中巴的皇牌市區路線，1998年9月轉交予城巴接辦。乘客除了是來往沿線各站的流水客外，也有來往北角和西環的乘客。但不論如何，這些乘客都是本線的重要客源。

### 城巴23線
- 蒲飛路 ↔ 北角碼頭

1965年4月11日投入服務，由中巴營辦，1993年10月23日增派空調巴士行走，1998年9月1日中巴專營權結束後由新巴接辦，2023年7月1日城巴新巴專營權合併後再改由城巴接辦。

### 城巴27線
- 北角碼頭 ↺ 寶馬山
- 北角碼頭 → 寶馬山 (特別班次)

1978年4月3日投入服務，一向以來是來往寶馬山上學學生及寶馬山居民出入的主要路線之一，亦是當時唯一寶馬山來往東區巴士線，直至城巴529線在1997年5月26日投入服務後，才打破寶馬山來往東區巴士線的壟斷局面。

### 城巴38線
- 置富花園 ↔ 北角碼頭

1981年10月26日投入服務，當時由中巴經營，初時來往北角（馬寶道）至置富花園，取道南風道、黃泥涌峽道和司徒拔道，晚間班次更繞經華富邨，1982年3月15日香港仔隧道通車隨即改經，1983年5月2日起遷往北角碼頭。由於本線相比41線直接得多，改經香港仔隧道後情形更加明顯，因此香港仔居民多採用本線來往東區而捨棄乘搭41，而客量也不斷膨脹，達至飽和的地步。2022年11月27日起除星期一至六早上繁忙時間外，其餘時間繞經華富邨。

### 城巴41A線
- 華富（中） ↔ 北角碼頭（經南風道）

1976年11月16日投入服務，是第二條來往南區至東區的巴士路線（第一條來往南區至東區的巴士路線為中巴9線，於1951年4月16日起投入服務），也是首條服務香港仔至港島東區的巴士路線。初時來往北角碼頭至華富（北），經南風道、黃泥涌峽道、大坑道、勵德邨及雲景道。海洋公園於1977年啟用後，於1977年1月23日起逢假日部份班次繞經海洋公園（1985年11月18日起取消繞經），隨著南區人口增加，同年9月26日起延長服務時間至晚上，1979年9月16日起遷往華富（中）巴士總站。

### 城巴42線
- 華富（南） ↔ 北角碼頭（經香港仔隧道）

1985年11月18日投入服務，當時只於平日上下午繁忙時間提供服務，以輔助38號線，1987年3月15日起擴展至平日早上至黃昏服務，同年8月16日增設假日服務，1995年10月29日增派空調巴士行走，1998年9月1日中巴專營權結束後改由新巴接辦，1999年7月26日服務延長至午夜，與38號線正式分開，分流來往華富邨及置富花園的乘客，2000年起改為全空調服務。2022年11月27日起改為只於星期一至六早上繁忙時間提供服務，其餘時間改由38線繞經華富邨。

### 城巴42C線
- 北角碼頭 ↔ 數碼港

於2011年3月21日投入服務，只於平日繁忙時間提供服務，為城巴42線的特別班次。

### 城巴63線
- 北角碼頭 ↔ 赤柱監獄

1980年8月18日投入服務，取代62號線（北角碼頭至舂磡角，已取消）於平日的服務，初時來往北角碼頭至赤柱村，只於平日提供服務，取道赤柱峽道及赤柱村道，1990年延至赤柱監獄，1995年9月1日起來回程繞經舂磡角及馬坑邨，1998年9月1日中巴專營權結束後改由新巴接辦，2000年2月28日起配合佳美道延長段通車，改經馬坑邨公共交通交匯處，不再經赤柱峽道，2023年7月1日城巴新巴專營權合併後再改由城巴接辦。由於班次疏落及服務時間有限，加上受到專線小巴40號的競爭，客量只是一般，但上下課時間亦有不少學生乘搭本線來往赤柱及大坑道的學校上下課。

### 城巴65線
- 北角碼頭 ↔ 赤柱市集

1986年5月18日投入服務，以取代62號線（北角碼頭至舂磡角）的服務，只於假日提供服務。雖有專線小巴40號的競爭，但都有一定客量，主要客源是來往淺水灣及赤柱遊覽的遊客及市民，在泳季本線客量更供不應求。最初途經赤柱峽道，後來63號線於1995年9月1日起繞經舂磡角及馬坑後，該帶居民認為只有平日才有巴士來往銅鑼灣及北角，甚為不公平，因此於1997年3月29日起來回程繞經舂磡角及馬坑，1998年9月1日中巴專營權結束後改由新巴接辦，2000年2月28日起配合佳美道延長段通車，改經馬坑公共交通交匯處，不再經赤柱峽道。

### 城巴82線
- 小西灣（藍灣半島） ↔ 北角碼頭（經柴灣道）

原名8A，於1963年9月1日起投入服務，配合油麻地小輪公司增闢北角至九龍城及北角至紅磡的渡輪航線，當時由中巴營辦。本線可追溯至1959年12月中巴開辦的一條沒有編號的路線（筲箕灣←→柴灣徙置區），當時以12座位小型巴士行走，1961年2月8日起延長為太古船塢（東閘）至柴灣，柴灣總站當時設於柴灣徙置區（今永利中心），1963年5月16日起加開平日早上由柴灣單向往北角的特別班次，直至1963年9月1日，該無編號路線停止服務，改由8A號線提供服務，至42年後，總站遷至今日的小西灣（藍灣半島）。

### 城巴85線（每日2320後班次）
- 小西灣（藍灣半島） ↔ 北角碼頭（經阿公岩道）

1978年3月1日起配合明華大廈入伙及亞公岩一帶發展而開辦，初時由中巴經營，1995年9月1日起改由城巴接辦，是城巴於1995年9月1日接辦的第二批14條中巴路線之一，也是城巴首條服務柴灣區的港島非過海路線，也標示著城巴服務正式踏進柴灣。2013年7月14日，本線與529合併，每日23:20前總站由北角碼頭延長至寶馬山，23:20後班次則維持以北角碼頭作總站。

### 城巴85A線（下午班次）
- 北角碼頭 → 筲箕灣

### 城巴A11線
- 北角碼頭 ↔ 機場

1998年7月6日隨新機場啟用而開辦，最初只前往銅鑼灣（摩頓台），同年12月20日遷往天后站，往赤鱲角機場行經告士打道、金鐘道及皇后大道中，往港島則行經德輔道中及軒尼詩道，但由於中環德輔道中及皇后大道中一帶經常交通擠塞，令行車時間加長，使居民及遊客改乘昂貴但更快捷的港鐵機場快綫前往機場，導致乘客流失。
而在2001年4月2日，本線及A12線作出了大型重組，往機場方向改由告士打道直入夏愨道直往中環，不停金鐘，往港島方向則改行干諾道中而不經德輔道中，以圖搶回機場快線乘客。由於本線途經港島區多間酒店，因此會有很多遊客乘搭來往機場及酒店區。

### 城巴NA11線
- 北角碼頭 ↔ 港珠澳大橋香港口岸（經機場客運大樓）

於2016年7月16日投入服務，途經炮台山、大坑（只限去程）、天后（只限回程）、銅鑼灣、灣仔、金鐘（只限回程）、中環、上環、西區海底隧道、西九龍公路、昂船洲大橋、青嶼幹線及一號客運大樓，只於深宵時段提供服務。

### 迪士尼樂園巴士R11線
- 迪士尼樂園  ↔  北角碼頭

### 香港島專線小巴65X線
- 北角碼頭 ↔ 東區醫院